# محوطه قلاچه کندره
محوطه قلاچه کندره مربوط به دوره ساسانیان - سده‌های اولیه دوران‌های تاریخی پس از اسلام است و در شهرستان دره‌شهر، بخش مرکزی، دهستان ارمو، ۱/۵۵ کیلومتری شرق روستای شیخ مکان واقع شده و این اثر در تاریخ ۲۶ دی ۱۳۸۶ با شمارهٔ ثبت ۲۰۶۵۴ به‌عنوان یکی از آثار ملی ایران به ثبت رسیده است.